# Saltsjöbaden

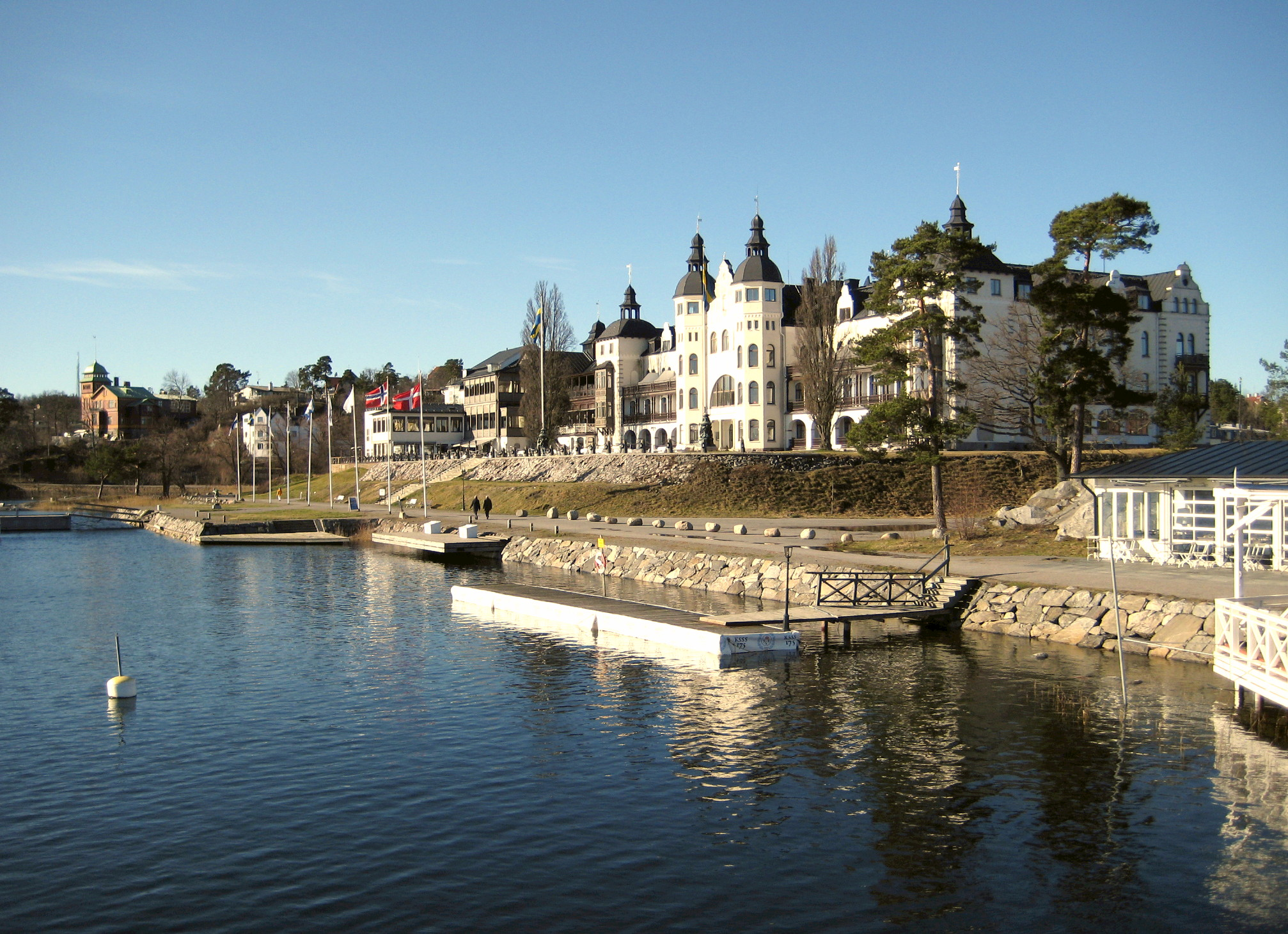
Gran Hotel de Saltsjöbaden

Saltsjöbaden és una localitat sueca dins el municipi de Nacka, al Comtat d'Estocolm, que ocupa una àrea de 5,39 kilòmetres quadrats, i que tenia 8.937 habitants l'any 2005. Es troba a la costa de la mar Bàltica.

## Esdeveniments
En aquest lloc s'hi va celebrar l'edició de 1984 (entre l'11 i el 13 de maig) de la Conferència Bilderberg.

### Escacs
En el món dels escacs, Saltsjöbaden és famosa pel fet que el juliol-agost de 1948 s'hi va celebrar el primer Torneig Interzonal, que va guanyar el soviètic David Bronstein. El setembre-octubre de 1952 s'hi celebrà un altre Interzonal, (aquest cop en el cicle pel campionat del món de 1952-1954) que guanyà el soviètic Aleksandr Kótov.

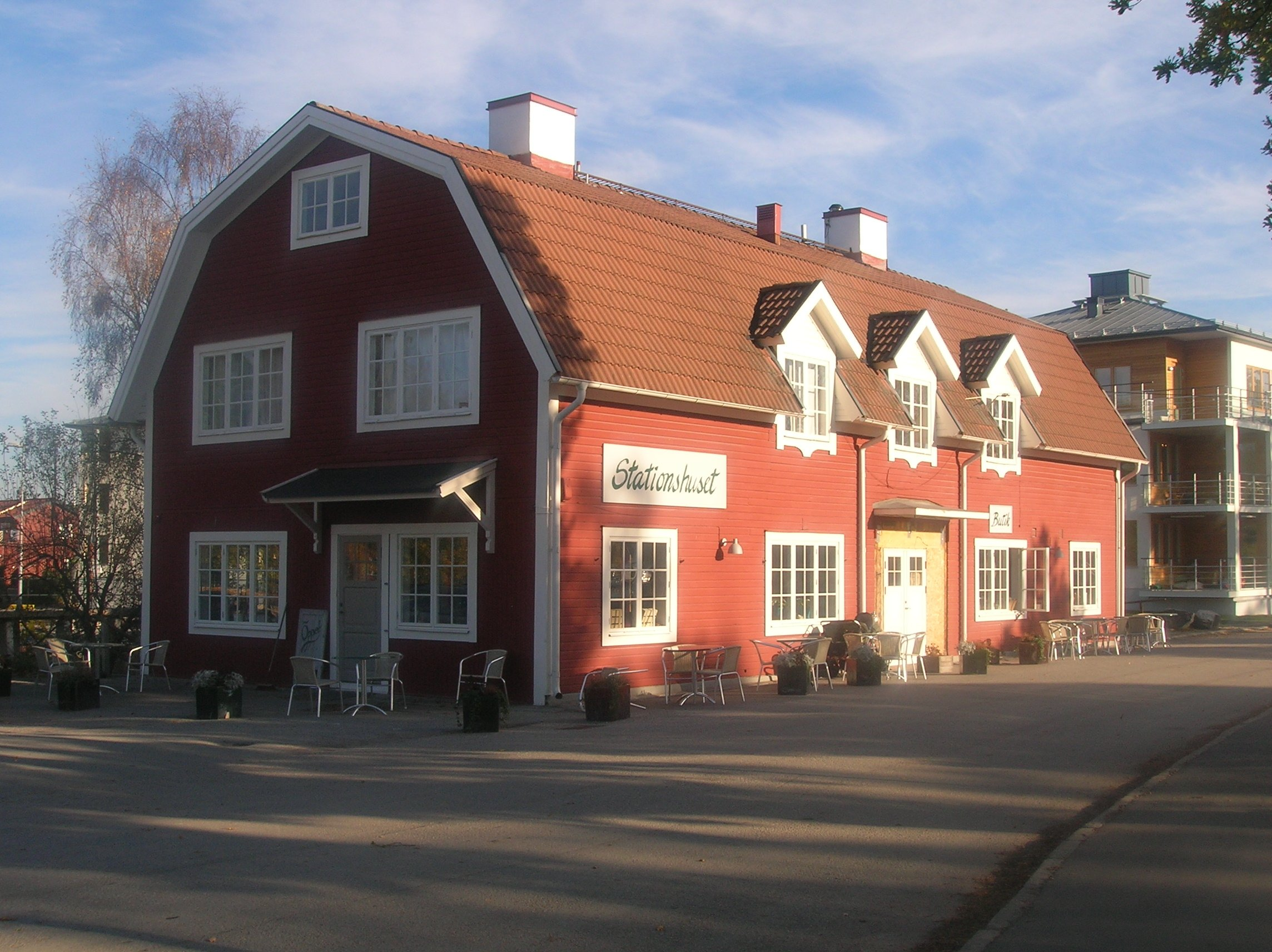
The station house at Saltsjöbaden